# 안동 백운정 및 개호송 숲 일원
안동 백운정 및 개호송 숲 일원(安東 白雲亭 및 開湖松 숲 一圓)은 경상북도 안동시 임하면 천전리에 있는, 한국의 대표적 씨족 촌락인 내앞마을과 개호송, 강 건너편의 백운정 등이 낙동강의 제1지류인 반변천(半邊川)과 어우러져 뛰어난 절경을 자아내는 경승지이다. 2007년 12월 7일 대한민국의 명승 제26호로 지정되었다.

## 개요
『안동 백운정 및 개호송 숲 일원』은 한국의 대표적 씨족 촌락인 내앞마을과 개호송, 강 건너편의 백운정 등이 낙동강의 제1지류인 반변천(半邊川)과 어우러져 뛰어난 절경을 자아내는 경승지이다.
“백운정(白雲亭, 경상북도 문화재자료 제175호)”은 귀봉 김수일(1528～1583)이 그의 아버지 청계 김진으로부터 땅을 받아 조선 선조 1년(1568년)에 세운 정자로 반변천 강 언덕 위에서 내앞마을과 개호송 숲이 한폭의 경관으로 조망되는 지점에 위치하여 전통적 유교문화 경관을 체험할 수 있는 탁월한 조망점 역할을 하고 있는 정자이다.
“내앞마을”은 의성김씨 씨족 촌락 마을로 의성김씨 종택을 비롯하여 보물 2점과 고택이 잘 보전되어 있으며, <택리지>에 전통 씨족 촌락으로 소개되어 있고, 약300년 전에 제작된 이종악의 <허주산부군수화첩(虛舟山府君水畵帖/半邊川十二景)>에 ‘운정풍범(雲亭風帆)’이라는 제목으로 마을 풍광 그림이 남아 있는 등 500여년 역사를 간직하고 있는 마을이다.
“개호송(開湖松) 숲”은 통례공 만근(通禮公 萬謹)이 조선 성종 무렵에 내앞마을 앞 수구(水口)가 허술함을 메우기 위해 조성한 것으로 임진왜란 직후인 선조 38년(1605년) 대홍수 때 유실된 것을 운천 김용 선생의 발의로 다시 조성한 숲이다. 의성김씨 문중에서는 개호금송완의(開湖禁松完議)라는 문중 규약을 만들어 이 숲을 보호해 왔다고 전한다.
이 숲은 내앞마을의 농경지를 보호하고 바람과 물의 장애요인을 제거하기 위한 수구막이 숲이며, 완만한 모래사장에 달빛이 비추는 ‘완사명월형(浣沙明月形)’ 혹은 소가 누워 풀을 되새김하는 ‘와우형(臥牛形)’으로 알려져 있는 내앞마을 풍수형국의 모자람을 채우기 위한 비보림(裨補林) 역할을 위하여 인위적으로 조성되어 보호하여 온 오랜 역사의 마을 숲이다.
『안동 백운정 및 개호송 숲 일원』은 강 건너편 백운정과 반변천 수중에 조성되어 있는 반월형 섬 위의 소나무 숲인 개호송 숲, 강가를 따라 조성된 내앞마을, 반변천과 강가의 기암과 단애, 천변 숲이 한 눈에 펼쳐져 아름다운 자연 경관을 자아낼 뿐만 아니라 조선시대 대표적인 씨족 촌락의 모습을 보여주는 역사적 가치가 큰 명승지이다.

## 참고 자료
- 안동 백운정 및 개호송 숲 일원 - 국가유산청 국가유산포털